# Кременчугский трамвай
Кременчугский трамвай — одна из старейших и ныне не существующих систем электрического трамвая на Украине. Существовала с 1899 по 1922 год в городе Кременчуге Полтавской губернии.
Помимо пассажирских перевозок, трамвайное управление осуществляло перевозки грузов, поставки электроэнергии частным потребителям, обустройство уличного освещения, а также сопутствующие мероприятия, вроде осушения болотистой почвы, обустройства тротуаров, мостов, водозащитных сооружений. Сотрудники трамвайной компании принимали активное участие в научной жизни города и страны.

## История

### Трамвай на конной тяге (1886—1898 годы)
В XIX веке Кременчуг, благодаря своему географическому положению и развитию торговли, являлся самым большим промышленным городом Полтавской губернии, с многочисленными заводами и предприятиями. Кременчугская пристань по объёмам грузооборота занимала второе после Киева место среди портов Днепра. Вокзалы Кременчуга и Крюкова были самыми загруженными в губернии. На Левобережной Украине город занимал второе после Харькова место по населению, промышленности и торговле. Активное развитие города обуславливало необходимость внутригородской транспортной системы.
Около 1886 года в Кременчуге была запущена одна из первых в Российской империи конок — рельсовых транспортных систем на конной тяге. Конка использовалась для перевозки грузов от каменоломни к вокзалу. В 1887 году был впервые поднят вопрос о сооружении в Кременчуге внутригородской пассажирской системы.
Восемь лет спустя, в 1895 году, Кременчугская дума приняла решение о заключении концессионного договора о строительстве в городе системы общественного транспорта на конской тяге. Договор был заключён 22 ноября с коллежским советником Виктором Михайловичем Поляковым. Согласно условиям договора, предполагалась эксплуатация концессионером трамвайных линий в течение 45 лет с последующей бесплатной передачей их в собственность города. Город имел право выкупа системы через 20 лет. Совокупная протяженность трамвайных путей должна была составить 8 километров. Согласно техническому проекту, планировалось создание следующих трёх линий:
- Екатерининская линия (3.2 км): Городской сад — Екатерининская улица (Соборная) — Соборная площадь (Победы) — Днепровский переулок — Набережная улица (ныне на месте переулка и улицы Приднепровский парк) — Пароходная пристань (рядом с современным Речным вокзалом);
- Киево-Херсонская линия (3.2 км): Харчевая улица возле Крюковского моста (Шевченко) — Малая Николаевская улица (Украинская) — Херсонская улица (Лейтенанта Покладова) — Весёлая улица (1905 года) — Киевская улица (Победы), до объединения с Екатерининской линией;
- Александровская линия (2.3 км): Пароходная пристань — Александровская улица (Первомайская) — Ярмарочная площадь, возле вокзала (Привокзальная площадь, улица Халаменюка).

Движение трамваев на конной тяге должно было начаться в течение двух лет после утверждения технического проекта министерством внутренних дел Российской империи. Проект был утвержден 18 июня 1896 года.

### Запуск электрического трамвая (1899 год)
После открытия первых электрических трамвайных систем в городах Российской империи (в Киеве и Нижнем Новгороде) другие города, не имевшие собственных средств на организацию электрического транспорта, стали активно привлекать для этого иностранные компании, передавая им на правах концессии обслуживание трамвая. Первым таким городом стал Екатеринослав (ныне Днепр), где финансированием строительства трамвайной системы должно было заниматься Французское акционерное товарищество. В 1896 году акции товарищества были выкуплены Бельгийским анонимным обществом. Суммарный вклад бельгийских компаний при покупке и строительстве конно-железных дорог и трамваев в Российский империи за период с 1881 по 1901 год составил 57 143 800 франков.

После Екатеринослава Бельгийское общество получило в период до 1900 года концессии в ещё шести городах империи: Елисаветграде (ныне Кропивницкий), Курске, Орле, Витебске, Севастополе, а также в Кременчуге, где в июне 1897 городская дума позволила концессионеру Полякову заменить конную тягу на электрическую. После принятия решения о применении электрической тяги, был разработан новый технический проект. Новым сроком завершения строительства был установлен сентябрь 1899 года. Технический проект был утверждён министерством внутренних дел в декабре 1897 года. 

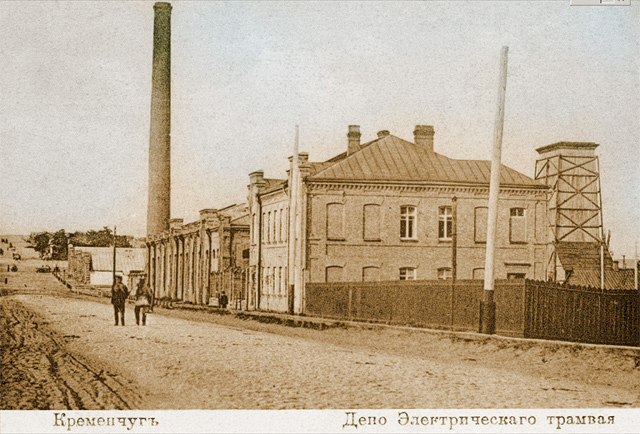
Трамвайное депо в Кременчуге (1900е годы)

В мае 1898 года в Кременчуг для обустройства трамвая прибыл из Петербурга Лев Исаакович Вейншток (Вайншток) — уполномоченный Полякова, представитель Бельгийского общества в России. Новое концессионное соглашение было подписано Городской думой 2 мая 1898 года. Соглашение было заключено на 50 лет и помимо трамвая и электростанции предусматривало обустройство концессионером городского электрического освещения. Город получал право выкупа системы освещения по стоимости, установленной экспертами. Концессионер обязался передать 42 дуговых фонаря силой по 10 ампер безвозмездно.
В 1899 году городской думой была изменена планируемая трассировка трамвайных маршрутов: линии были продлены до электростанции у подножия Песчаной горы, между улиц Екатерининская (ныне — Соборная) и Троицким переулком (ныне — улица Чкалова). Разработка линии в Крюков через мост была отменена. Была утверждена российская ширина колеи, а также разрешена перевозка грузов по трамвайным путям.
2 февраля 1899 в Бельгии было зарегистрировано акционерное общество «Кременчугские трамваи». Правление общества находилось в бельгийском Льеже, уставной капитал составлял 3 млн франков. 29 ноября 1899 года Императорским указом (№ 74, опубликован в Собрании узаконений и распоряжений Правительства за первое полугодие 1900 года, издаваемом при Правительствующем Сенате) была разрешена деятельность бельгийского анонимного акционерного общества «Кременчугские трамваи» (Tramways de Krementschoug, société anonyme). Общество получило право эксплуатации в Кременчуге «электрических железных дорог», а также устройства и эксплуатации в городе электрического освещения. Вейншток официально передал обществу права на обслуживание линий. Непосредственное сооружение линий было передано подрядчикам — акционерному товариществу «Компания Тяги и Электрики» (Compagnie de traction et d’elecité) в лице Жоржа Шодуара (Chaudoir).
Весной 1899 года началось сооружение в Кременчуге инфраструктуры для электрического трамвая. За городской чертой, у подножия Песчаной горы была построена электростанция. Неподалёку были обустроены мастерские, дом директора, контора. Через реку Кривая Руда был сооружен деревянный мост, установлены столбы для контактной сети, привезено электрооборудование. Были заказаны моторные и прицепные пассажирские вагоны, а также три электролокомотива для грузовых перевозок. В ноябре было осуществлено пробное движение по всем трём линиям. Регулярное движение по Екатерининской линии началось 11 декабря, днём позже были запущены трамваи по Киево-Херсонской линии, ещё днём позже — по Александровской. Совокупная длина линий составила 9.1 км.
Таким образом, Кременчуг стал шестым на территории современной Украины городом, в котором была создана система электрического трамвая (после Киева, Екатеринослава, Елисаветграда, Севастополя и Житомира). Интересно, что Кременчугский трамвай был запущен на 8 лет раньше аналогичной системы в столичном Санкт-Петербурге. Запуск трамвая позволил связать между собой важные городские объекты. Помимо пароходной пристани и вокзала, трамваем оказались охвачены главные учебные заведения города (Мариинская женская гимназия, Александровское реальное училище, Земское училище и другие), уездная почтовая контора, городская дума, банки, театр, базарная площадь, главный собор города и другие важные городские учреждения. Появление остановки рядом с Городским садом, располагавшимся за городской чертой, позволило повысить его прежде низкую посещаемость. Проложенные пути пересекали земскую железную дорогу, что предусматривало возможность объединения в будущем железнодорожной и трамвайной систем (осуществлено в 1913 году).

### Трамвай накануне и во время Первой российской революции (1900—1906)
В 1900 году в газете «Полтавские губернские ведомости» была опубликована заметка о столкновении кременчугских трамваев с разъяснениями со стороны трамвайного управления. Из заметки следует, что кондукторы и вагонвожатые получали 80 коп. в день. Максимальный заработок за месяц не превышал 20 рублей. На линии работало 14 трамваев, которые обслуживало 20 бригад (каждая бригада состояла из одного кондуктора и одного вагонвожатого). 14 бригад должны были являться на службу в электростанцию к 7 утра, рабочий день длился до 11 вечера. В течение дня, между 10 утра и 6 вечера, был положен один обеденный перерыв, без чётко определённого времени. Для смены в обеденное время предназначались 3 бригады, начинавшие службу в 10 утра. Рабочий день, таким образом, составлял 15-16 часов в день, из них 9-10 часов непрерывной работы. Существовало также 3 резервных бригады, что должно было обеспечивать вагонвожатым и кондукторам до 4 выходных в месяц. Поступившие на службу оставляли залог в 50 рублей. Из заработка вычиталась стоимость за выдаваемую форму.
Билет на трамвай стоил 5 копеек. Средняя зарплата квалифицированного работника в 1900-е годы составляла 10-12 рублей (среднегодовой заработок в Полтавской губернии составлял 160 руб. 86 коп.), простые работники получали меньше. Как следствие, трамвай как средство передвижения был доступен не всем.
В декабре 1904 года в Кременчуге начались забастовки рабочих, продолжившиеся в феврале 1905 года с новой силой. Бастовали «прачешники», конфетные фабрики, обувные фабрики. 7 февраля забастовка стала всеобщей: «Не работают ремесленные мастерские, фабрики, заводы, трамвай, типография, извозчики, мельницы, торговые заведения». После объявления в городе военного положения забастовка была прекращена. В октябре 1905 года в городе вновь проходили протесты в рамках общероссийской политической стачки. В 1906 году в Кременчуге было принято решение о 9-часовом рабочем дне.

### Развитие новых линий и грузоперевозок (1906—1913)
Согласно данным центрального статистического комитета министерства внутренних дел Российской империи, в 1904 году в Кременчуге было 12 электрических фонарей (против 703 керосиновых). Длина электрических трамвайных линий составляла 7.8 верст (примерно 8.3 км). В конце 1905 года началось строительство новой загородной трамвайной линии длиной 2.1 километра. Линия, вероятно, вела к Губернской земской больнице. По воспоминаниям Валентины Тимофеевны Федько, заслуженного врача УССР, трамвай, останавливавшийся у ворот больницы, решил проблему её транспортной доступности: больница располагалась в пустынной местности, куда «извозчики, даже за высокую плату, ночью отказывались ехать» (больница находилась на месте современной первой городской больницы имени Богаевского). В воспоминаниях также упоминается, что линия проходила по улице Весёлой, для чего мостовая улицы была выложена камнем.
В 1906 году общество «Кременчугские трамваи» передало свои концессионные права Бельгийскому товариществу трамваев и эксплуатации электричества (Societe Generale de Tramways et d’Application de l'Électricité). Представителем общества, объединившего трамваи Кременчуга, Севастополя, Николаева, Ярославля и Екатеринодара (Краснодар), стал итальянец Чезидио дель Пропосто (Cesidio del Proposto).
Весной 1907 трамвай в Кременчуге временно не ходил из-за серьезного наводнения, от которых расположенный на Днепре город часто страдал. Водой была залита «вся насыпная часть города». Был повреждён генератор на электростанции. Управление впоследствии заменило его на более современный, что расширило возможности трамвайных перевозок.
К концу 1907 года совокупная длина сети составила 10.6 км. Интервал пассажирского движения на внутригородских линиях составлял 10 минут, на загородной — 20 минут. Трамвайная инфраструктура активно использовалась для грузоперевозок: известно, что на Александровской линии, соединявшей вокзал с пристанью, проседали рельсы из-за ежедневных перевозок по путям леса. В 1909 году началось грузовое движение по трамвайным путям между мукомольным заводом, а также городским карьером. Перевозки осуществлялись трамвайными грузовыми электровозами и платформами, а также железнодорожными вагонами. Мукомольное предприятие (мельница купца Немца) размещалось на Весёлой улице, по которой проходили пути третьего пассажирского маршрута. Городской карьер (или каменоломни) размещался неподалёку от Губернской земской больницы, куда также вела пассажирская линия. Грузовое движение осуществлялось по путям ночью. Согласно заключенному в том же году между думой и Бельгийским обществом соглашению, в 1910—1912 годах планировалось строительство новой грузовой линии вдали от основных улиц города, вдоль Днепра. Также планировалась пассажирская линия в Крюков через мост и линия от Песчаной горы через Ярмарочную площадь к Ново-Александровской улице (улица Леонова). Помимо этого, Бельгийское общество обязалось до 31 октября 1916 года построить защитную дамбу вдоль новой новой грузовой прибрежной линии, чтобы избежать наводнений. Эксплуатация самой линии началась в 1910 году.
Доходность бельгийских трамвайных предприятий росла. В 1909 году в «Bourse de Bruxelles» были опубликованы следующие строки: «Именно в наших предприятиях в России мы обнаруживаем совершенно исключительную жизненность. Наибольшее приращение выручки дают русские трамваи». За 1909 год прирост выручки в Кременчуге составил от 6 до 9 процентов. Выручка за операционный год с 1 апреля 1909 по 1 апреля 1910 года составила 14,9 тысяч рублей за пассажирские перевозки и 2,1 тысяч рублей за грузовые перевозки.
В 1910 году состоялись выборы главы города. Изюмов Андрей Яковлевич, при котором в городе был запущен трамвай, не был избран на следующий срок. Интересна следующая выдержка из собрания избирателей «Общества домовладельцев Кременчуга и Крюкова посада» от 7 января 1910 года, относящаяся к действующей на тот момент власти: «Они забыли удовлетворение насущнейших нужд горожан и в то же время усиленно насадили те отрасти хозяйства, которые нельзя считать необходимейшими: трамвай и электрическое освещение. Увлекшись показной стороной городского хозяйства староверцы уподобили наш город тем дамам, которые шуршат шелками и блистают нарядами, но носят рваное и грязное белье. Нет, долой таких деятелей. Нам нужны люди, которые дали бы бедняку хлеба и создали удобное существование, а не трамвай, отнявший у многих последнее средство к существованию». Новым главной города стал Гусев Павел Григорьевич.

В январе 1913 года рассматривался вопрос «безплатного проезда в вагонах трамвая чинам уездной полиции», однако предложение было отклонено трамваем. В феврале в рамках подготовки к празднованию 300-летия дома Романовых трамвайное управление по заявкам осуществляло подключение к сети элементов электрического праздничного освещения магазинов и других заведений. Развивалась электространция и транспортная инфраструктура: в марте управление выступило с ходатайством о прокладке труб для спуска в реку Кривую Руду отработанных вод двух новых дизельных двигателей. Благодаря замене «маховиковъ параллельныхъ паровыхъ машинъ новыми генераторами» в течение последующих трёх месяцев электростанция должна была стать в состоянии «перенести нагрузку въ 3 раза больше, чѣм самая большая нагрузка со времени существованія станціи». На весну были запланированы работы по замене рельсовых стыков для устранения недостатков путей и обеспечения безопасности подземных металлических сооружений (см. Блуждающие токи). Соответствующие испытания были проведены годом ранее.

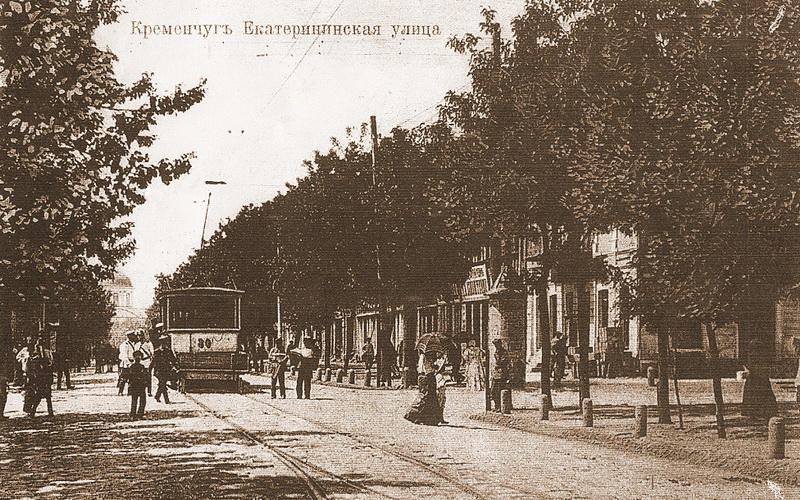
Трамвай с грузовым прицепом (Екатерининская улица)

В апреле 1913 года городская управа подготовила проект договора с Бельгийским обществом об организации сообщения промышленных и торговых организаций города с железнодорожными линиями. Грузооборот внутри города должен был осуществляться по линии, проходящей по дамбе, а также по пассажирским трамвайным путям. Для покрытия затрат на переоборудование путей за несколько лет до этого был введён налог с перевозимых по путям грузов, по 50 копеек с вагона. В проекте договора значилось, что «за право производства грузового движения на условиях сего Договора Общество обязано вносить в городскую управу в пользу города за каждый пробег по одной или нескольким линиям трамвая каждого груженого железнодорожного вагона и платформы от пункта отправки до пункта прибытия, причем за один пробег одного вагона считается расстояние от пункта отправления до пункта остановки для первой разгрузки плата по 50 к. за 750 пуд. перевезенного груза. Эту плату О-во обязано повышать каждые три года на 10 к. с вагона в 750 пуд.». Перевозка грузов по линиям трамвая должна была производиться обществом железнодорожными вагонами и платформами, подаваемыми с железнодорожной станции «Кременчуг».

### Трамвай накануне и во время Первой мировой войны (1913—1916)
По состоянию на 1913 год Бельгийское общество являлось одним из крупнейших работодателей города: численность рабочих электростанции и трамваев составляла 135 человек (для сравнения, чугунно-литейный завод Гебгольда и механический завод Андера насчитывали до 80–100 человек). К 1 мая 1913 года городской комитет РСДРП выпустил листовку, в которой говорилось о неизбежности новой революции и которая призывала рабочих к единству и солидарности. В ответ на призыв большевиков 65 служащих трамвайного депо провели стачку.
Несколько дней спустя, 8 мая, в городе праздновался день воздушного флота Российской империи. Горожане активно участвовали в сборе средств на усиление флота. В течение дня «бойко работали» сборщики в вагонах трамвая и других местах скопления людей. Сделавшие взнос получали жетон: «у многих грудь украшалась огромным количеством жетонов — живым свидетельством сочувствия патриотическому делу». На балконе здания городской управы играл оркестр, оркестры также разъезжали в вагонах трамвая. Помимо празднований, трамвай также участвовал в повседневной культурной жизни города до полуночи развозя посетителей вечерних спектаклей в Екатерининском театре.
Осенью 1913 года в газетных сводках начинали фигурировать новости, указывающие на упадок трамвайного хозяйства. Так, в сентябре газета писала, что «трамвай стал вновь резко пошаливать», что выражалось в длительных, до часа, задержках в движении на линиях. На Киево-Херсонской линии был сокращён комплект вагонов, вследствие чего увеличилось время ожидания. В ноябре были введены новые тарифы: проезд по одной линии стал стоить 4 рубля, по двум — 5, по трём — 7 рублей, для учащихся — 2, 3 и 4 рубля соответственно. Зимой вновь поднимался вопрос о качестве трамвайного обслуживания, а также городского освещения: городская управа предложила принять меры по устранению «крайне плохого освещения в вагонах трамвая, в домах и на улицах в районе Весёлой и Банного переулка», а также ускорить движение вагонов, которые стали двигаться «слишком медленно». Трамвай фигурировал в сводках дорожных происшествий: «на набережной в конце Екатерининской линии на стоявший за продовольственным бараком на закруглении вагон трамвая наскочил другой вагон, переведенный на эту линию с Александровской». В результате столкновения вагоновожатые и кондукторы получили ранения, площадки вагонов были повреждены.
Однако проводились и новые работы: осенью трамвайное управление выполнило безвозмездное осушение болот Новосёловки, в качестве альтернативы наложенному думой штрафу. В том же году управлению трамваем был передан электрический кабель для проведения освещения из Кременчуга в Крюков посад через мост. Работы по укладке кабеля, проводившиеся под руководством инженера Боброва, а также установка и подключение 11 уличных фонарей завершились 12 февраля 1914 года.
В 1914 году Андрей Яковлевич Изюмов был вновь избран городским главой. В том же году страна вступила в Первую мировую войну. С оккупацией немцами Бельгии была потеряна связь со штаб-квартирой бельгийского трамвайного общества. В январе 1915 года газета Приднепровский голос уведомила о повышении тарифов на проезд по трамвайным линиям. Управление трамвая должно было еженедельно сдавать дополнительно собранную сумму в кассу городской управы. Повышение платы предназначалось для фонда помощи семьям ушедших на войну, а также раненым и больным солдатам (повышение произошло во многих городах Российской империи и получило название «трамвайная копейка»). Солдаты получили право льготного проезда. В середине 1915 года в городах Российской империи начались проблемы с поставками угля. В 1916 году цены на топливо резко повысились. Этот фактор, а также усилившаяся в ходе войны инфляция вновь вынудила поднять в январе—феврале 1916 года трамвайный тариф на 1 копейку.
Из-за войны был отложен запуск новой линии на Песчаную гору, а также сооружение водозащитных сооружений вдоль Днепра. Городская дума перенесла срок выполнения обязательств трамвайной компании с 31 октября 1916 на 1 января 1919 года. В качестве компенсации товарищество обязалось установить на улицах 50 новых фонарей, что также не было выполнено. В 1915 году в Кременчуг был эвакуирован из Варшавы завод «Лильпоп, Рау и Левенштейн». Завод, разместившийся на Песчаной горе, наладил выпуск необходимых в военное время боеприпасов. Новая трамвайная линия, вероятно, начала использоваться для транспортного обеспечения завода и артиллерийских складов: известно, что в 1916 году завод по просьбе городской думы выделял топливо, известь и ремонтные материалы для трамвайного парка.

### Революция, гражданская война, закрытие трамвая (1917—1921)
В 1917 году протяжённость трамвайных путей составляла около 11.7 километров. За год перевозилось в среднем 2,8 миллиона пассажиров. Утверждённые думой новые тарифы составляли 8 коп. за проезд по одной линии, 12 — по двум, 15 — по трём. Солдаты и учащиеся платили, соответственно, 4, 6 и 7 коп.
В 1917 году трамвайное товарищество приступило к обустройству водозащитных сооружений вдоль Днепра, через 8 лет после взятия на себя соответствующих обязательств. Совокупная длина построенного участка дамбы составила 200 метров. Весной Кременчуг вновь пострадал от серьезного наводнения: весь город, кроме Песчаной горы, был затоплен водой.
В июне Кременчуг был охвачен стачками: «Бастовали печатники, рабочие городского трамвая, фабрично-заводские служащие, все махорочные фабрики». Город продолжал испытывать сложности с поставками угля. В сентябре на заседании думы вновь рассматривался вопрос о повышении стоимости электроэнергии и тарифов на проезд. Бельгийское общество мотивировало необходимость повышения ростом стоимости рабочей силы, нехваткой угля, а также инфляцией. К тому моменту трамвайное движение в городе было прекращено как минимум на улицах Херсонской, Весёлой и Александровской. Авксентий Богаевский, кременчугский хирург и общественный деятель, предлагал решить проблему нехватки топлива использованием силы течения Днепра между пролётами моста. Однако думой в качестве возможных решений рассматривались лишь повышение тарифов или остановка трамвайного движения. Остановка трамвая в условиях отсутствия других видов общественного транспорта привела бы к проблемам доставки учеников к учебным заведениям, а также к нарушению транспортного обеспечения больницы. В результате было принято решение о повышении тарифов: проезд по одной линии стал стоить 15 коп., по двум — 20 коп., трём — 25 коп. Для солдатов и учащихся стоимость составляла 4, 6 и 8 коп. соответственно.

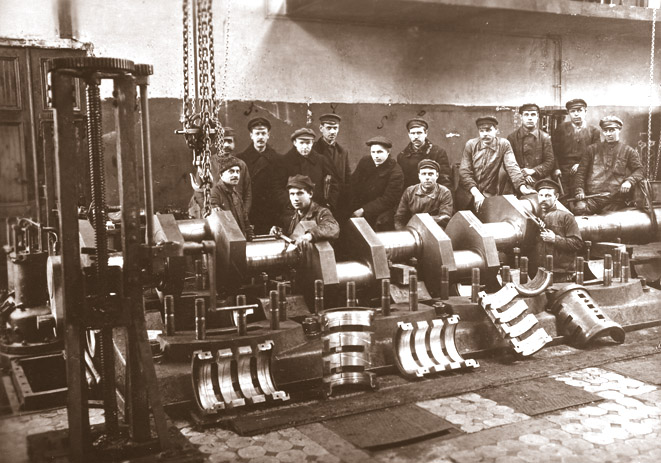
Восстановление электростанции в 1919 году

В ходе последующих революционных событий Изюмов был снят с должности городского главы. За годы Гражданской войны в условиях постоянной смены власти и недостатка электроэнергии трамвай практически прекратил своё существование. В начале 1920 года на электростанции действовал лишь одна двигатель мощностью 400 лошадиных сил. Весной была введена в строй после ремонта паровая турбина мощностью 3000 лошадиных сил, что позволило возобновить прерванную подачу электроэнергии в дома. Трамвай же за год перевёз всего 20 тыс. пассажиров.
В 1921 году трамвай работал лишь 2 месяца, после чего пассажирские перевозки были окончательно закрыты. В 1922 году электростанция работала на 75 % мощности. Трамвайные пути некоторое время продолжали использоваться для грузовых перевозок: в 1922 году трамвай действовал 3 месяца, затем движение остановилось.

### Дальнейшая судьба (после 1922 года)
К 1921 году трамвайное сообщение было остановлено в большинстве городов бывшей Российской империи (Пскове, Владикавказе, Симферополе, Евпатории, Севастополе и других). Кременчуг находился в экономическом упадке. Потребность в пассажирских перевозках падала, городу было не под силу поддерживать трамвайное хозяйство. В некоторых источниках упоминается, что трамвайная инфраструктура города была демонтирована и продана в Саратов, где в тот момент начинала восстанавливаться после длительного простоя одна из разрушенный линий.
После окончания гражданской войны и установления советской власти, в период НЭПа, город начал активно возрождаться. В городах Советского Союза повсеместно началось восстановление трамвайной инфраструктуры и запуск новых линий. В 1924 году рассматривался вопрос возрождения трамвайного движения в Кременчуге. В город из Николаева приезжал представитель завода имени Андре Марти (ныне — Черноморский судостроительный завод) для обсуждения возможных заказов на трамвайные запчасти. Однако восстановление инфраструктуры, при относительно низких затратах на ремонт подвижного состава, требовало слишком больших затрат. К 1927 году после запуска линий в Туле и Сталино (ныне Донецк) Кременчуг стал единственным городом СССР, в котором не был восстановлен довоенный трамвай. Вместо этого в 1927 году было принято решение о запуске в городе автобусного пассажирского сообщения, получившего в тот период активное развитие в стране. В том же году 11 более не используемых кременчугских трамвайных вагонов были проданы в Ярославль, в котором в тот момент трамвайная система переживала возрождение и где до этого уже использовались схожие с Кременчугскими вагоны. На вырученные средства для Кременчуга было закуплено 4 французских автобуса.
В 1940 году советской властью вновь поднимался вопрос о восстановлении в Кременчуге трамвайного движения, однако эти планы не были осуществлены из-за Великой Отечественной войны. После войны, в 1966 году, было открыто городское троллейбусное сообщение. Некоторые из маршрутов (№ 1, 2) частично дублируют существовавшие маршруты трамваев.

## Персоналии и вклад в развитие электротехнического сообщества
С февраля 1900 года представители «Кременчугских трамваев» состояли в новообразованном Кременчугском отделении Императорского Русского технического сообщества, созданном для обмена техническими знаниями среди специалистов Кременчуга и других городов Российской империи. Казначеем общества служил Иосиф Владимирович Ширман, инженер-технолог, первый управляющий Кременчугского трамвая. В обществе также состоял Лев Абрамович Кроль, недавний выпускник Харьковского технического университета, инженер-технолог, помощник Ширмана.
Представители трамваев активно участвовали в жизни электротехнического сообщества, выступая с докладами на местных и междугородних мероприятиях. В 1900 году Ширман выступал на заседании технического общества в Кременчуге с докладом «О превращении тепла в работу, различные способы, выработанные человечеством в историческом порядке, кончая предложенными в наши дни». Владимир Львович Вейншток выступал с докладом в «О Кременчугской электрической железной дороге и об электрическом освещении», а также представлял Кременчугские трамваи на Первом Всероссийском электротехническом съезде в Санкт-Петербурге в 1900 году.
Инженер Г. М. Солтыкевич из общества «Севастопольский Трамвай», некоторое время исполнявший обязанности управляющего Кременчугским трамваем, выступил в 1903 году с предложением внести изменения в правила Главной палаты мер и весов в части проверки электрических счётчиков: «…слѣдовало бы приглашать лицо, оффиціально уполномоченное, присутствовать при повѣркѣ счетчиковъ и подписывать актъ о повѣркѣ. Безъ такого оффиціальнаго подтвержденія правильности повѣрки недоразумѣнія не всегда могутъ быть улажены».
К 1906 году новым управляющим Кременчугскими трамваями стал Пётр Кириллович Пешекеров, ранее заведовавший службой подвижного состава Московских городских железных дорог. Пешекеров участвовал в Четвёртом Всероссийском электротехническом съезде в Киеве, где освещал вопрос устройства летних трамвайных вагонов Кременчуга, а также вопрос зависимости расхода электроэнергии от остановок вагонов и от погодных условий. В 1910 году Пешекерова на должности управляющего трамваями сменил его бывший помощник, Вильгельм Вильгельмович Пеннер. Помощником управляющего стал Юлий Викентьевич Манчифорт. Уже в 1911 году Пеннера сменил Ахелис Францискович Тибиллети, прослуживший на этой должности минимум до 1916 года. Должности помощников при нём последовательно занимали Сарибан, Винкельбон, Бобров и Егерт. Пётр Кириллович Пешекеров после Кременчуга продолжил свою деятельность в сфере городского электротранспорта в Харькове и Москве, в 1924 году начал публиковать работы по вопросам городского транспорта, а с 1934 года служил председателем ВНИТОГЭТ (Всесоюзного научного инженерно-технического общества городского электротранспорта).
В 1912 году сын городского главы, Изюмов Борис Андреевич, обучаясь в Электротехническом институте в Санкт-Петербурге, для дипломной работы выбрал тему «Трамвай в городе Кременчуг».

## Подвижной состав и энергосистема
К открытию Кременчугской системы в 1899 году было заказано 18 моторных и 3 прицепных вагона. Новость о закупке для 18 вагонов электрооборудования фирмы Walker (Walker Manufacturing Company), размещавшейся в американском городе Сент-Луис, была опубликована в журнале «The Street railway journal». В 1900 году на линии работало 14 трамваев. В 1901 году трамвайное управление имело в распоряжении 15 моторных вагонов и один прицепной. В 1907 году трамвайный парк состоял из 16 моторных вагонов с открытыми площадками на двухосной тележке шириной 1524 мм (российская колея), прицепные же вагоны отсутствовали. Вагоны имели 28 мест в основной части и 6 мест на задней площадке, перевозка пассажиров на передней площадке была запрещена. Помимо зимних вагонов, использовалась также летняя (открытая) конфигурация, так как зимние и летние условия эксплуатации сильно различались. Летние кузова заменяли зимние при сохранении той же тележки и электрооборудования. Постройка летних кузовов обошлась в 700 рублей за штуку. С введением летних открытых вагонов с поперечными сидениями выручка увеличилась в два раза с каждого вагона, по сравнению с вагонами закрытого типа. Расходы электричества на вагон-версту составляли 800 ватт. Приблизительные размеры несущей поверхности пола трамвая составляли 15,9 метров квадратных. Из расчета на квадратный метр цена вагона составляла 378 рублей.
Мощность электростанции в 1903 году составляла 4450 лошадиных сил. В 1913 году проводились мероприятия по увеличению мощности. Для освещения использовался однофазный переменный ток частотой 50 Гц, с первичным напряжением в 2000 вольт, вторичным — в 115 вольт. Число потребителей в 1903 году составляло 67 (против 5525 в 1922 году). Для трамвая использовался постоянный ток напряжением 500 вольт. Число потребителей постоянного тока в 1903 году составляло 3. Было установлено 46 счетчиков электроэнергии: для постоянного тока использовались счётчики системы Томсона, для переменного тока — счётчики системы Гуммеля, берлинской фирмы Allgemeine Elektricitäts-Gesellschaft.

## Пассажирские маршруты
С 1899 года Кременчугский трамвай обслуживал три городских пассажирских маршрута. В 1905 году появился один загородный пассажирский маршрут, ведущий, вероятно, к Губернской земской больнице. В 1910 году появился грузовой маршрут вдоль Днепра. Планировавшаяся пассажирская ветка на Песчаную гору, вероятно, также использовалась после 1914 года для грузовых перевозок. Неизвестно, на какой стадии остановилось строительство ветки через мост в Крюков.
Ниже представлены три городских пассажирских маршрута.

### Екатерининская линия (маршрут № 1, Пароходная пристань — Электростанция)

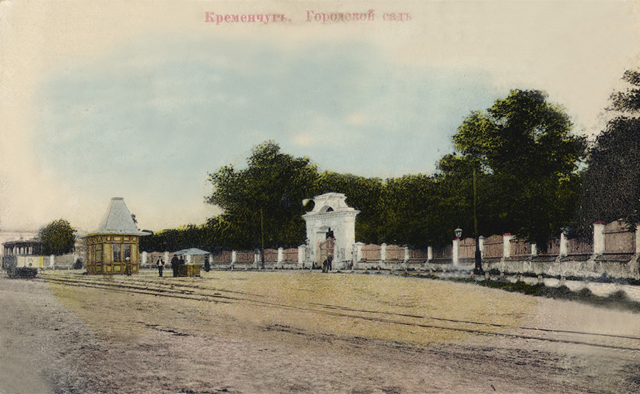
Остановка трамваев № 1 и 2 у Городского сада
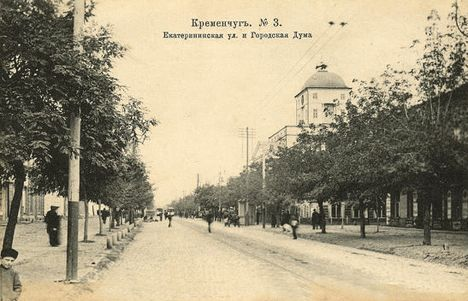
Пути трамвая №1 на Екатерининской улице
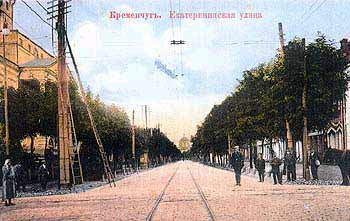
Пути трамвая №1 на Екатерининской улице
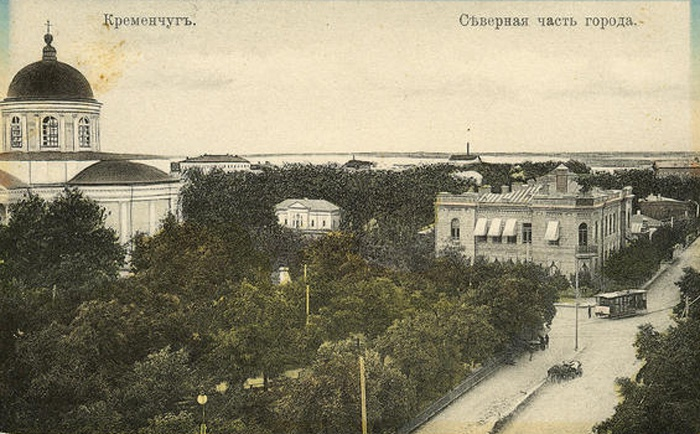
Трамвай №3 и пути трамвая №1 у Почтового сквера
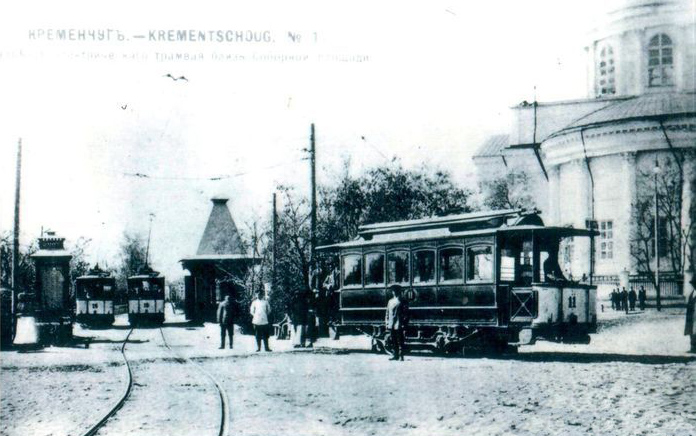
Трамваи №1 и 3 у Успенского собора
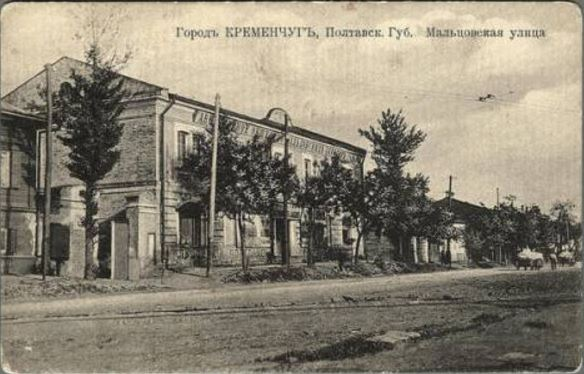
Пути трамвая №1 на Мальцевской улице

Трамвай № 1 имел следующий маршрут:
- Электростанция (депо)
- Городской сад, Троицкая церковь
- Улица Екатерининская (ныне Соборная), пересекая улицы:
  - Сенная (ныне Халаменюка)
  - Харчевая (в 1904 году переименована в Алексеевскую, ныне Шевченко)
  - Херсонская (ныне Покладова), возле Городской думы (на месте здания Дома торговли)
  - Киевская (ныне Победы)
- Соборная площадь (ныне Победы):
- мимо Успенского собора (ныне не существует)
- сквозь Почтовый сквер (сохранился частично), мимо уездной почтовой конторы (не сохранилась)
- мимо Земского училища (не сохранилось)
- Улица Мальцевская (ныне на месте улицы Приднепровский парк)
- Пароходная пристань (неподалёку от современного Речного вокзала).

У пароходной пристани было разворотное кольцо. Так как маршрут состоял из одной колеи, было оборудовано как минимум три разъезда для трамваев встречных направлений:
- у Городского сада, возле Троицкой церкви
- у Петровской улицы (ныне Сердюка)
- на Екатерининской улице (ныне Соборная).

### Александровская линия (маршрут № 2, Пароходная пристань — Электростанция)

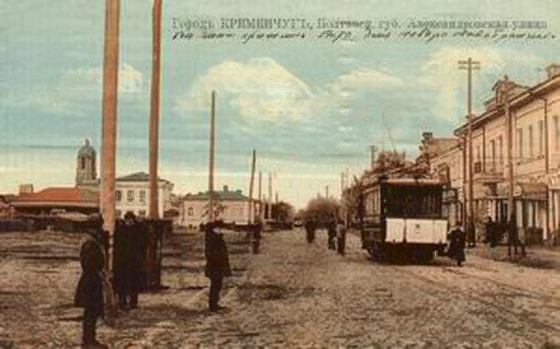
Трамвай №2 на Александровской улице
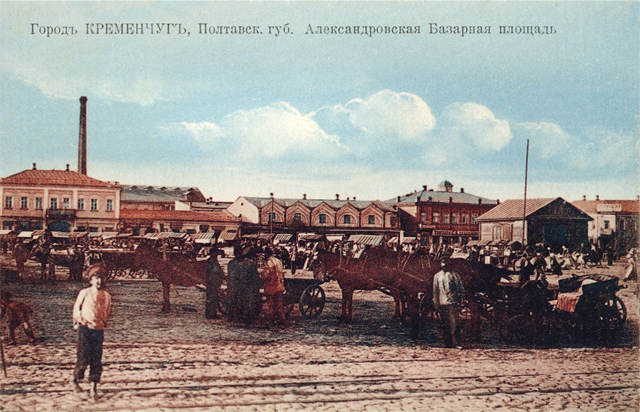
Разъезд трамвая №2 у Базарной площади
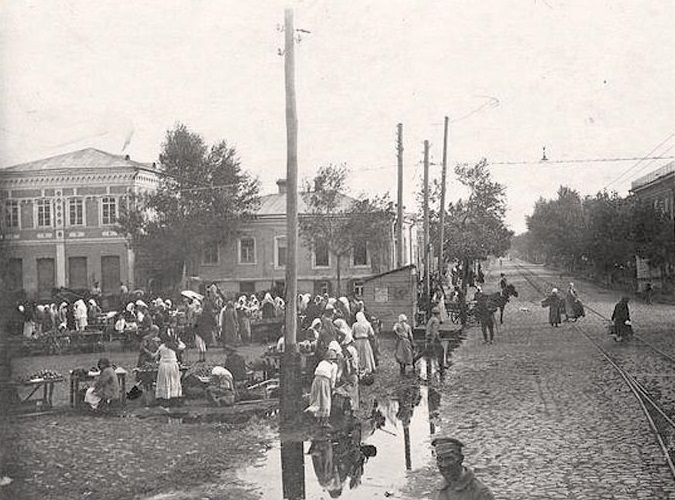
Пути трамвая №2 вдоль Базарной площади
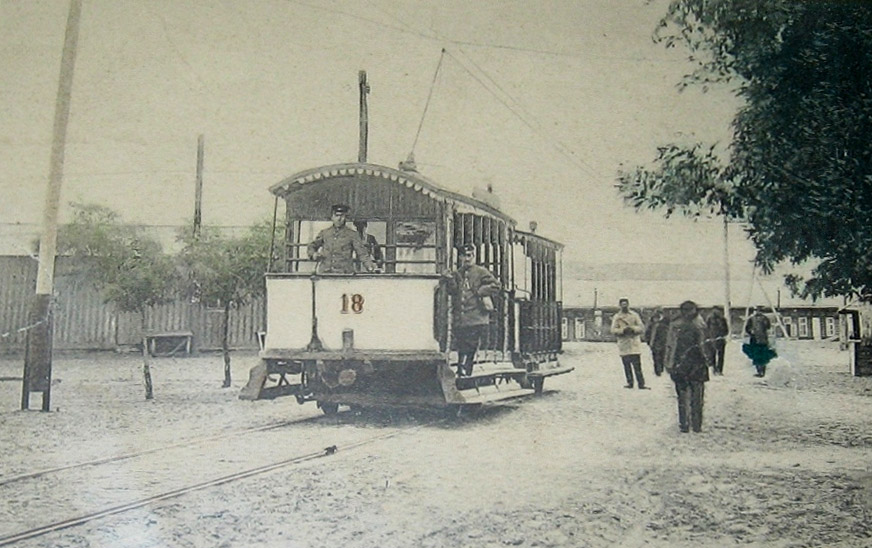
Трамвай у пристани (конечная трамваев №1 и 2)
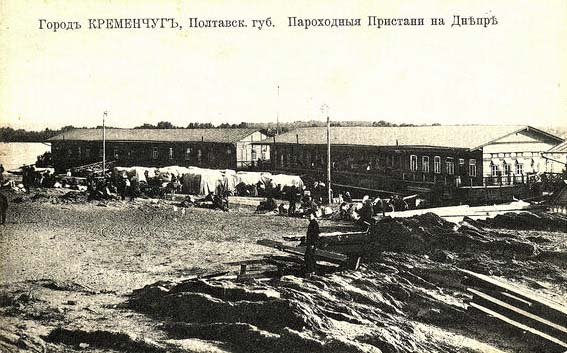
Пароходная пристань — конечная трамваев №1 и 2

Трамвай № 2 имел следующий маршрут:
- Электростанция (депо)
- Городской сад
- улица Екатерининская (ныне Соборная)
- (Первая) Ярмарочная площадь, Сенная улица (ныне Халаменюка)
- улица Александровская (ныне Первомайская):
  - пересечение с Херсонской улицей (ныне Покладова)
  - пересечение с улицей Киевской (ныне Победы)
- Пароходная пристань (неподалёку от современного Речного вокзала).

Маршрут частично повторял маршрут № 1. Помимо разворотного кольца возле пароходной пристани и двух разъездов, совпадающих с первым маршрутом, второй маршрут имел ещё один разъезд:
- у Городского сада, возле Троицкой церкви (совпадает с маршрутом № 1)
- у Петровской улицы (ныне улица Сердюка, совпадает с маршрутом № 1)
- возле Александровской Базарной площади (ныне Центральный рынок).

### Киево-Херсонская линия (маршрут № 3, Соборная площадь — улица Украинская)

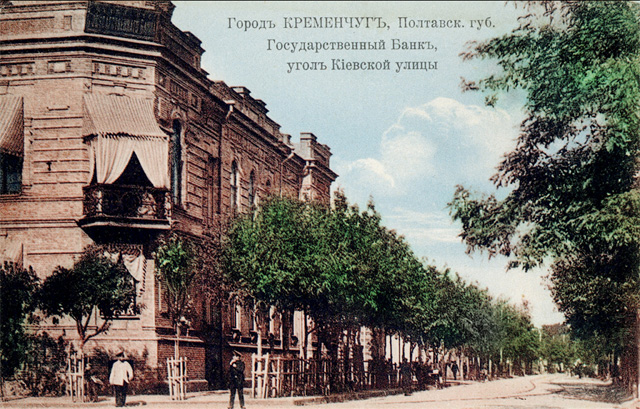
Пути трамвая №3 возле банка
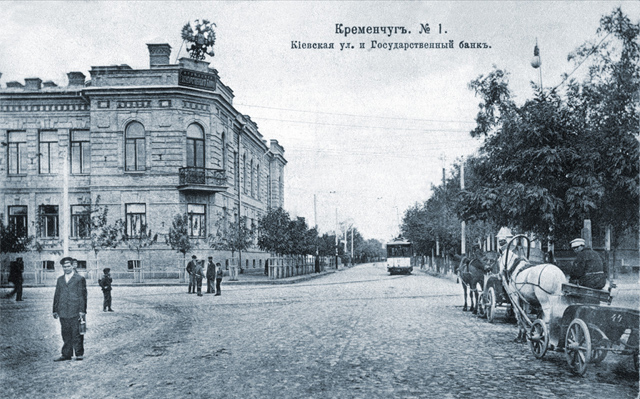
Трамвай №3 и пути трамвая №1 возле банка
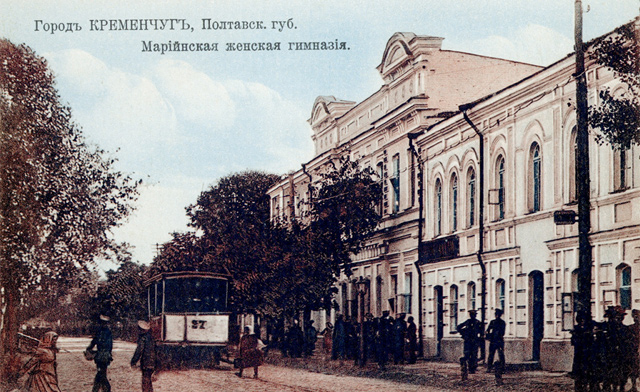
Трамвай №3 у Мариинской женской гимназии
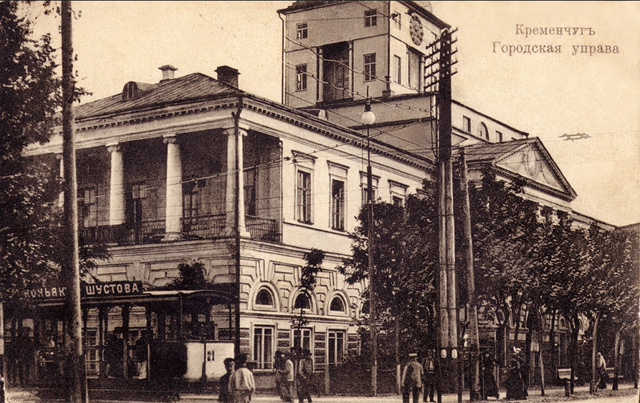
Трамвай №3 возле Городской думы
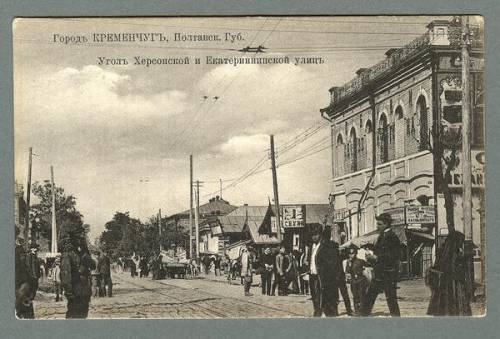
Пути трамвая №3 (улица Херсонская)
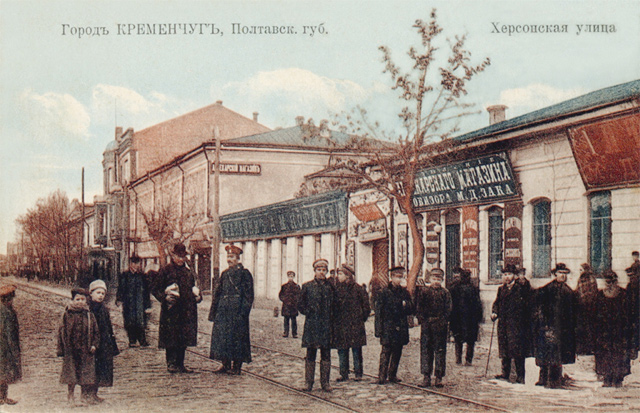
Пути трамвая №3 (улица Херсонская)

Трамвай № 3 имел следующий маршрут:
- Соборная площадь (ныне площадь Победы), Успенский собор (ныне не существует).
- улица Киевская (ныне Победы):
  - мимо Государственного банка
  - мимо Мариинской женской гимназии
- улица Весёлая (ныне улица 1905 года), мимо паровых мельниц
- улица Херсонская (ныне Покладова):
  - пересечение с Екатерининской улицей (возле Городской думы)
  - пересечение с Александровской улицей
- улица Украинская.

Трамваи делали разворот на Соборной площади возле Успенского собора. В квартале между улицей Елинской (ныне Мазепы) и улицей Солдатской (ныне Борищака) был организован разъезд встречных направлений.

## Память

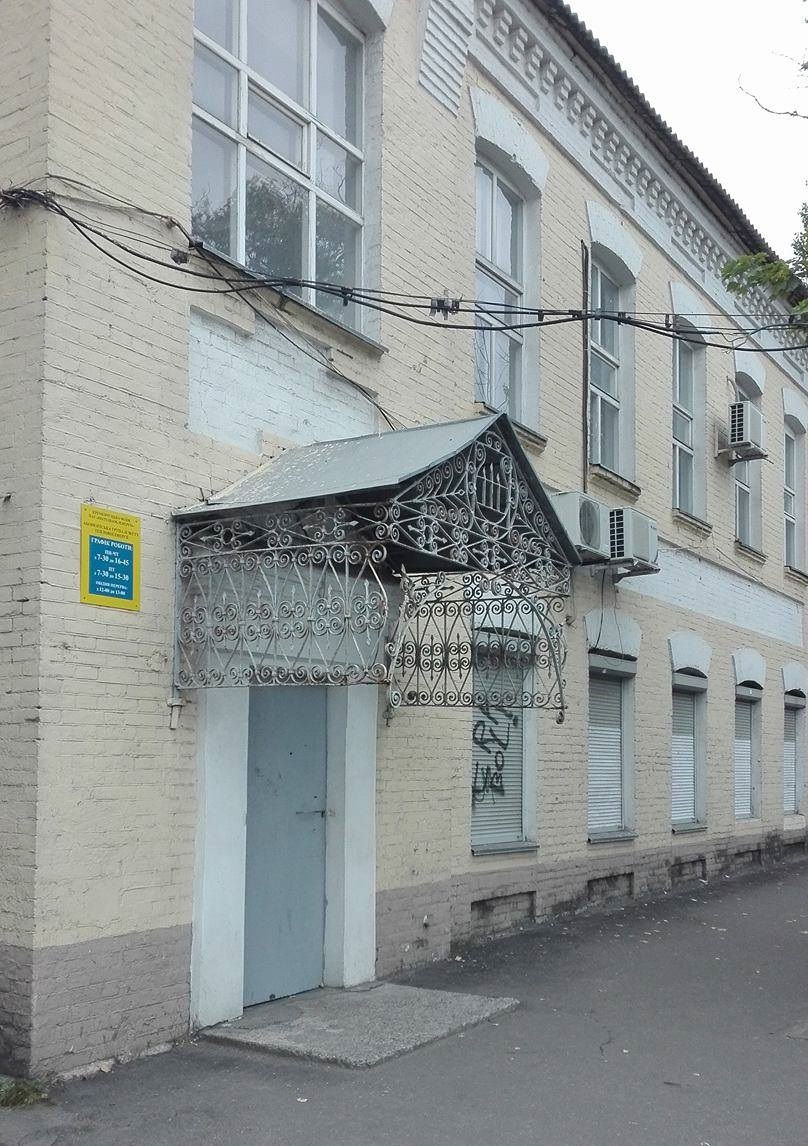
Здание бывшего трамвайного управления

Одно из зданий трамвайного управления в Кременчуге сохранилось до наших дней (проспект Свободы 8А, бывший проспект 60 лет Октября). Здание принадлежит ОАО «Полтаваоблэнерго».
В музее городского электротранспорта в Ярославле выставлены миниатюрные модели летнего и зимнего вариантов трамваев производства Walker, созданные слесарем Ярославского трамвайного депо № 3 в 1974 году.